# 일본인론
일본인론(일본어: 日本人論 니혼진론[*])은 일본인의 정체성을 연구하는 학문이다.
일본의 민족적, 문화적 정체성 문제에 초점을 맞춘 텍스트 장르이다.
이 개념은 제2차 세계대전 이후 일본 문화와 사고방식의 특성을 분석, 설명 또는 탐구하는 것을 목표로 하는 책과 기사를 통해 인기를 얻었으며, 일반적으로 유럽 및 북미와 비교했다. 문헌은 방대하여 사회학, 심리학, 인류학, 역사학, 언어학, 철학, 생물학, 화학 및 물리학과 같은 다양한 분야에 걸쳐 있으며, 일반적으로 사용되는 일반 단어인 일본진론 외에도 다양한 주제별 하위 장르가 존재하며 특정 주제로 나뉜다.

## 같이 보기
- 문명개화
- 국수주의 (일본)
- 일본화 (문화)
- 축의 시대